# Hello! Spank
Hello! Spank (おはよう!スパンク?, Ohayō! Supanku) è un manga creato da Shun'ichi Yukimuro e Shizue Takanashi e serializzato sulla rivista Nakayoshi dalla casa editrice Kōdansha dal 1978 al 1982. Nel 1981 è stato trasposto in una serie TV anime prodotta dalla Tokyo Movie Shinsha per un totale di 63 episodi alla quale ha fatto seguito un film di 95 minuti prodotto nel 1982, intitolato Le pene d'amore di Spank.
Il manga ha vinto il premio Kodansha per i manga del 1981 nella categoria shōjo.

## Trama

### Trama anime
Prima dell'incontro con Spank, inizialmente, Aiko Morimura (Aika nella versione italiana), ragazza di quattordici anni, si trasferisce nella città di mare dove vive lo zio che la ospiterà durante il soggiorno parigino della madre, stilista di moda. Il padre sembra essere scomparso in mare durante una bufera con il suo yacht. Appena arrivata nella tranquilla cittadina, Aiko subisce un'altra perdita: a causa di un incidente stradale infatti, muore la sua cagnetta Puppy che si era portata da Tokyo. Per tale motivo il vecchio saggio del porto, che i ragazzi della spiaggia chiamano nonno Jem, le affida Spank: un grosso cucciolo di cane bianco con le orecchie nere il cui padrone era sparito in mare proprio come suo padre.
Nonostante l'iniziale riluttanza severa di Aiko ad adottare un animale impacciato e goffo, ma anche allegro e tenero, i due diventano presto inseparabili amici, anche perché legati dallo stesso destino di aver perso in mare i propri cari. Nel corso della serie, Spank farà amicizia con altri personaggi: il gatto Torakiki (Torakichi nella versione originale), raffigurato con una cravatta rossa al collo, la raffinata Micia, una gattina siamese bella e un po' snob quasi come la sua padroncina Serino (Serina nell'edizione italiana), compagna di classe di Aiko. Spank si innamora di Micia ed ogni volta che la incontra fa gli occhi a cuore.
Anche Aiko sembrerà in un primo momento essere legata sentimentalmente ad un ragazzo di nome Rei il quale però scompare presto dalla scena, spinto dalla sua passione per la musica classica che lo porterà a partire per l'Europa dove andrà a studiare pianoforte a Vienna.
Lungo l'arco della storia emergono nuovi personaggi, più o meno secondari, tra i quali i compagni di scuola di Aiko e i loro animali di cui verranno presentate le loro vite ed avventure. Passata l'estate e l'inverno, fra disavventure più o meno comico-demenziali a tratti malinconiche e che vedono sempre il mare come unico testimone silenzioso e spesso presente sullo sfondo della vicenda, la madre di Aiko ritorna finalmente da Parigi.
La donna, tornata in Giappone per andare a vivere definitivamente a Tokyo con la figlia, decide di raccontare la dura verità ad Aiko sul padre: l'uomo scomparso in mare infatti pochi anni prima sul suo yacht Il gabbiano, e tanto atteso dalla figlia, è in realtà ormai morto. L'incredulità di Aiko alle parole della madre la porteranno a scappare di casa fino a quando, riuscendo ad accettare la verità, deciderà di partire con lei e Spank per Tokyo dove vivranno tutti e tre insieme per sempre.

### Trama manga
Gli eventi del manga si discostano in maniera abbastanza evidente dall'anime. Aiko infatti vive da sola con la madre, frequenta la scuola con gli amici Ryo e Shinako e va tutte le mattine a correre sulla spiaggia con il cagnolino Papy. È Rei ad uccidere il cane per errore, investendolo con il camioncino. Spank appare proprio durante il lutto di Aiko e si scopre che giocava spesso con Papy mentre Aiko e sua madre erano fuori casa. Il suo padrone in realtà è Fujinami che non è lo zio della ragazzina. Aiko e Rei diventano sempre più legati, seppur lei inizialmente lo detestasse per quanto successo. In questo frangente, dato che Rei ha acquistato lo yacht del padre di Aiko, la madre di Aiko rivela alla ragazza che in realtà il padre è vivo ed è recentemente diventato vedovo. L'uomo era già sposato quando si conobbero e data la situazione, quando lei scoprì di essere incinta scappò senza rivelargli nulla. Finalmente Aiko riabbraccia il padre e tutti vivono insieme fino a quando l'uomo viene trasferito a Parigi per lavoro. Aiko rimane in Giappone dal signor Fujinami e al liceo conosce Seiya. Rei decide quindi di lasciare Aiko perché dovrà partire per l'estero, in quanto si è iscritto all'università della marina militare. Il rapporto fra Aiko e Seiya si fa più stretto quando la ragazza aiuta in tutti i modi il ragazzo a realizzare il suo sogno di volare in deltaplano. Inizia quindi una seconda parte della storia, dove viene narrato che anche Aiko è partita per la Francia. Ora anche Fujinami deve partire per Parigi e non sa a chi lasciare Spank, perché sia Ryo, Shinako, Serino e Seiya si rifiutano. Spank quindi scappa via finendo in un'altra città dove verrà trovato e accolto da Ai che diventerà la sua nuova padrona. La storia quindi prenderà una piega già vista nella prima parte della storia solo con personaggi diversi. Con il ritorno di Aiko in Giappone le cose si complicheranno, ma grazie all'intervento di Rei tutti capiscono che Spank ha una sua volontà e deve poter decidere con chi stare. Dopo un primo momento di incertezza, la scelta si rivelerà piuttosto ovvia, Spank rimarrà per sempre con Aiko.

## Personaggi

Spank

Spank (スパンク?, Supanku)
Doppiato da: Noriko Tsukase (ed. giapponese), Liù Bosisio (1ª voce), Isa Di Marzio (2ª voce) e Paolo Macedonio (film)  (ed. italiana)
Un cane bianco che ha perduto il suo padrone in mare, è il protagonista della serie. Spank è un cane dall'aspetto particolare, che non appartiene ad una razza definita ed anzi, di canino ha poco: infatti cammina su due zampe, indossa abiti e compie altri gesti tipicamente umani e sa anche parlare.
Aika Morimura (森村 愛子?, Morumura Aiko)
Doppiata da: Mari Okamoto (ed. giapponese), Laura Boccanera (anime), e Valeria Vidali (film) (ed. italiana)
La nuova padrona di Spank, è una ragazza di quattordici anni e frequenta il primo anno del liceo. Aveva un cane, Puppy, morto in un incidente prima che arrivasse Spank.
Torakiki (トラ吉?, Torakichi)
Doppiato da: Yoneko Matsukane (ed. giapponese), Sandro Pellegrini (anime), e Mino Caprio (film)  (ed. italiana)
È il gatto di Oyama e miglior amico di Spank. Ha una caratteristica cravatta rossa e uno spiccato accento tedesco. Durante la serie mantiene nei confronti di Spank un comportamento ambivalente, grande amico ma spesso in competizione con lui per le attenzioni di Micia. Con il suo padrone Oyama studia il karate e judo.
Oyama (大山?, Ōyama)
Doppiato da: Shingo Kanemoto (ed. giapponese), Giuliano Santi (ed. italiana)
È il padrone di Torakiki e studia judo assieme a lui; è un personaggio molto buffo.
Signor Fujinami (藤波さん?, Fujinami-san)
Doppiato da: Kei Tomiyama (ed. giapponese), Mauro Bosco (ed. italiana)
È lo zio di Aika, fa il pittore ed è il proprietario della casa in cui vive Aiko.
Saki (お咲?, Osaki)
Doppiata da: Hisako Kyōda (ed. giapponese), Cristina Grado (ed. italiana)
È una signora anziana che aiuta in casa come domestica. Ogni volta che vede Spank sviene terrorizzata.
Rio (篠田 亮一?, Shinoda Ryōichi)
Doppiato da: Kazuhiko Inoue (ed. giapponese), Riccardo Rossi (ed. italiana)
Amico e compagno di classe di Aika.
Shinako (芳村 科子?, Yoshimura Shinako)
Doppiata da: Rihoko Yoshida (ed. giapponese), Cinzia De Carolis (ed. italiana)
Amica e compagna di classe di Aika.
Barone (バロン?, Baron)
Doppiato da: Liliana Jovino (ed. italiana)
È il cane di Seya. Timido e curioso, è un grande amico di Spank e aiutante di Torakiki.
Seiya (塚原 誠也?, Tsukahara Seiya)
Doppiato da: Ryūsei Nakao (ed. giapponese), Fabio Boccanera (ed. italiana)
È il padrone di Barone e compagno di classe di Aika, che chiama "capelli di alghe"; tra lui e Aika c'è un rapporto di attrazione/repulsione.
Micia (キャット?, Kyatto)
Doppiata da: Hiromi Tsuru (ed. giapponese), Rosalinda Galli (1ª voce) e Rossella Acerbo (2ª voce) (ed. italiana)
È la gatta siamese dolce e snob di Serino, di cui Spank è innamorato, anche se non corrisposto.
Serina (美原 せりの?, Mihara Serino)
Doppiata da: Minori Matsushima (ed. giapponese), Laura Lenghi (ed. italiana)
È la padrona di Micia e figlia di un proprietario della catena di alberghi. È una ragazza intelligente, spensierata, viziata e un po' antipatica; in realtà durante la serie rivela via via alcune sue debolezze che la rendono più umana. È rivale in amore con Aika nel conquistare Rei.
Rei (池上 玲?, Ikegami Rei)
Doppiato da: Yū Mizushima (ed. giapponese), Massimo Rossi (ed. italiana)
È un marinaio più grande di Aika ed è stato il primo padrone di Spank.
Fanfan
Doppiata da: Alessandra Korompay (ed. italiana)
È una cagnetta molto graziosa, simpatica e curiosa, che compare all'incirca a metà della serie e che diventa subito amica di Spank (che si innamora perdutamente di lei) e degli altri animali.
Nonno Jem
Doppiato da: Ettore Conti (ed. italiana)
Un vecchio saggio, è amico di tutti quanti.
Nelson
Doppiato da: Sergio Luzi (ed. italiana)
È un fotografo e miglior amico di Oyama.
Futaiba (篠田 双葉?, Shinoda Futaba)
Doppiata da: Masako Sugaya (ed. giapponese), Susanna Fassetta (ed. italiana)
È la sorella minore di Rio, una ragazzina fastidiosa; ogni tanto chiama Spank "orecchie a bottoncino".
Professor Ishibashi (先生?, Sensei)
Doppiato da: Ikuo Nishikawa (ed. giapponese); Claudio Trionfi (1ª voce), Mino Caprio (2ª voce)e Carlo Allegrini (3ª voce) (ed. italiana)
Insegnante della classe di Aika.
Madre di Aika (愛子の母?, Aiko no haha)
Doppiata da: Eiko Masuyama (ed. giapponese), Alba Cardilli (ed. italiana)
Vive a Parigi per lavoro.
Aya
Doppiata da: Susanna Fassetta (ed. italiana)
Sorella di Seiya.
Agente di polizia (警官?, Keikan)
Doppiato da: Shigeru Chiba (ed. giapponese), Carlo Allegrini (ed. italiana)
Padre di Rey
Doppiato da: Sergio Matteucci (ed. italiana)

### Altri animali
Jack il vagabondo (ジャック?, Jakku)
Doppiato da: Claudio Trionfi (1ª voce) e Vittorio Guerrieri (2ª voce) (ed. italiana)
Corvo
Doppiato da: Giuliano Santi
Cane randagio
Doppiato da: Ettore Conti
Un bulldog.
Chiko
Doppiato da: Sandro Pellegrini
Una scimmietta.

## Media

### Manga
Il manga, serializzato in origine su Nakayoshi dal 1978 al 1982, è stato poi raccolto in sette volumi tankōbon nel 1980, ristampato in quattro bunkoban nel 1999. Nel 2004 è stato ripubblicato in due maxi volumi (contenenti, rispettivamente, 3 e 4 tankōbon).
La versione cartacea è arrivata inizialmente sulle pagine del Corriere dei Piccoli in maniera parziale con tavole ribaltate e ricolorate, per poi essere pubblicata in versione integrale dalla Play Press Publishing nel 2002. Una nuova edizione è stata distribuita nel 2011 dalla GP Publishing col nome Deluxe, per poi ristamparla l'anno dopo col nome Deluxe collector's box. Tutte queste edizioni sono composte di 7 volumi. Annunciata per il 23 marzo 2022 una ennesima ristampa da Dynit.

### Anime
Nel 1981 è stato trasposto in una serie TV anime prodotta dalla Tokyo Movie Shinsha per un totale di 63 episodi.
In Italia l'anime è stato trasmesso per la prima volta su Italia 1 nel 1983. È stato replicato su Rete 4 all'interno della trasmissione Game Boat dal 1996 con il titolo modificato in Spank, tenero rubacuori e una nuova sigla omonima cantata da Cristina D'Avena e Pietro Ubaldi. Nelle repliche successive sui canali Mediaset dal 2002 fino al 2022 è stata ripristinata la prima sigla italiana, ma il titolo dell'anime è rimasto ufficialmente Spank, tenero rubacuori sulle guide TV. Nelle trasmissioni su Man-Ga a partire dal 2011 vengono ripristinate buona parte delle scene tagliate nella prima edizione italiana. Dal 10 aprile 2023, è stato trasmesso su Italia 1 per la prima volta in versione rimasterizzata in HD, e viene ripristinata la sigla Spank, tenero rubacuori con un nuovo montaggio.
L'anime è stato distribuito anche in altri Paesi europei tra cui la Spagna, il Portogallo, la Francia e la Germania. Nella versione tedesca Spank e tutti gli altri animali non parlano, ma abbaiano e miagolano esattamente proprio come nella versione originale giapponese.

#### Episodi
| Nº | Titolo italiano Giapponese 「Kanji」 - Rōmaji                                                         | In onda           | In onda |
| Nº | Titolo italiano Giapponese 「Kanji」 - Rōmaji                                                         | Giapponese        |         |
| 1  | Un cane... poco serio 「ついに上陸!!珍犬センプウ」 - Tsuini jōriku! ! Chin inu senpuu                 | 7 marzo 1981      |         |
| 2  | Son tornato da te 「またまた来ましたワン」 - Matamata kimashita wan                                   | 14 marzo 1981     |         |
| 3  | Un alunno di troppo 「ワンダフル珍入生」 - Wandafuru chin iriu                                        | 21 marzo 1981     |         |
| 4  | Spank innamorato? Impossibile 「まさか恋?んなバカな!」 - Masaka koi? N'nabakana!                      | 28 marzo 1981     |         |
| 5  | Un duello tira l'altro 「ニャンと決闘だワン」 - Nyanto kettōda wan                                    | 4 aprile 1981     |         |
| 6  | Il primo amore di Aika 「愛ちゃんの初恋?」 - Ai-chan no hatsukoi?                                     | 11 aprile 1981    |         |
| 7  | Gli amici di Rei 「愛ちゃんのためならワンパターン」 - Ai-chan no tamenara wanpatān                    | 18 aprile 1981    |         |
| 8  | Quando il mare s'infuria 「海が吠えてる!心配だワン」 - Umi ga hoe teru! Shinpaida wan                 | 25 aprile 1981    |         |
| 9  | La fine del sogno 「ギャワーン!ヨットが燃えちゃウー」 - Gyawān! Yotto ga moecha ū                     | 2 maggio 1981     |         |
| 10 | Spank cane di pezza 「ボクだってちゃんとできるよ電話番」 - Boku datte chanto dekiru yo denwa-ban      | 9 maggio 1981     |         |
| 11 | Un concorrente sleale 「恋に破れてバーベキュー」 - Koi ni yaburete bābekyū                            | 16 maggio 1981    |         |
| 12 | L'arcobaleno non si può mangiare 「さよなら高原の思い出」 - Sayonara kōgen no omoide                  | 23 maggio 1981    |         |
| 13 | Un galante cane poliziotto 「さっそう!ボクは警察犬」 - Sassō! Boku wa keisatsu inu                    | 30 maggio 1981    |         |
| 14 | Il fantasma di Rei 「ウフフ…私は誰でしょう?」 - Ufufu… watashi wa daredeshou?                         | 6 giugno 1981     |         |
| 15 | La pazienza è la virtù dei forti 「ポロッ愛ちゃんがパリへ」 - Porotsuaichan ga Pari e                 | 13 giugno 1981    |         |
| 16 | Il guastafeste 「かわいいともだちバロン」 - Kawaī tomodachi Baron                                     | 20 giugno 1981    |         |
| 17 | Il segreto 「あいつの秘密」 - Aitsu no himitsu                                                        | 27 giugno 1981    |         |
| 18 | Che acrobati! 「ワンとなくクリスタル」 - Wan to naku kurisutaru                                       | 4 luglio 1981     |         |
| 19 | Spank super detective 「ボクは名探偵」 - Boku wa mei tantei                                           | 15 luglio 1981    |         |
| 20 | Il ritorno del vagabondo 「ジャックとまめな犬」 - Jakku to mamena inu                                 | 22 luglio 1981    |         |
| 21 | Una sfida... quasi infernale 「勝っても負けても夏休み」 - Katte mo makete mo natsuyasumi              | 29 luglio 1981    |         |
| 22 | Spank aiutante disastroso 「お咲さんの一番長い日」 - Osaki-san no ichiban nagai hi                    | 8 agosto 1981     |         |
| 23 | Che fatica ragazzi! 「愛ちゃんのアルバイト」 - Ai-chan no arubaito                                    | 15 agosto 1981    |         |
| 24 | C'è papà che mi chiama 「愛ちゃんのパパ」 - Ai-chan no papa                                           | 22 agosto 1981    |         |
| 25 | Arrivederci estate 「夏が行っちゃう!さびしいワン」 - Natsu ga okonatchau! Sabishī wan                 | 29 agosto 1981    |         |
| 26 | Giotto-Spank 「エヘン!ボクは天才画家」 - Ehen! Boku wa tensai gaka                                    | 5 settembre 1981  |         |
| 27 | Spank ladro gentile 「恐怖の模擬テスト」 - Kyōfu no mogi tesuto                                       | 12 settembre 1981 |         |
| 28 | Spank modello d'eccezione 「モデルはコリゴリ座敷ブタ」 - Moderu wa korigori zashiki buta              | 19 settembre 1981 |         |
| 29 | Spank stella del cinema 「ボクは二枚目大スター」 - Boku wa nimaime dai sutā                           | 26 settembre 1981 |         |
| 30 | Il segreto dello zio 「ワォ!おじ様に青い目の恋人?」 - Wao! Oji-sama ni aoimoku no koibito?            | 3 ottobre 1981    |         |
| 31 | Spank nell'isola deserta 「無人島冒険・探険・大嵐」 - Mujintō bōken - Tanken - Ōarashi                | 10 ottobre 1981   |         |
| 32 | La spilla perduta 「カゼなんかひいちゃいられない」 - Kaze nanka hīcha i rarenai                       | 17 ottobre 1981   |         |
| 33 | Un artista in crisi 「おめでとう!科ちゃん入賞」 - Omedetō! Ka-chan nyūshō                             | 24 ottobre 1981   |         |
| 34 | Spank postino maldestro 「エーッ!お咲さんにラブレター」 - Ētsu! Osaki-san ni raburetā                 | 31 ottobre 1981   |         |
| 35 | Il più grande tesoro del mondo 「バア!コンニチワ犬ぎらいの先生」 - Bā! Konnichiwa inu girai no sensei | 7 novembre 1981   |         |
| 36 | Spank baby sitter 「KO!赤ちゃんパワー」 - KO! Akachan pawā                                            | 14 novembre 1981  |         |
| 37 | Spank lo spauracchio 「ボクにまかせて!ツッパリ君」 - Boku ni makasete! Tsuppari-kun                   | 21 novembre 1981  |         |
| 38 | La campana dell'amore 「こっちを向いて!美犬ギャル」 - kocchiwo mui te ! bi inu gyaru                  | 28 novembre 1981  |         |
| 39 | Fuga d'amore 「ラブ・ミー!ファンファン」 - Rabu mī! Fanfan                                            | 5 dicembre 1981   |         |
| 40 | La lettera 「声のお便りラジカセ大騒動」 - Koe no otayori rajikase ōsōdō                               | 12 dicembre 1981  |         |
| 41 | Arriva Babbo Natale 「やっぱりサンタはやって来た!」 - Yappari Santa wa yattekita!                     | 19 dicembre 1981  |         |
| 42 | Il ritorno di Pippi 「さよならはショッパイ涙」 - Sayonara wa shoppai namida                           | 26 dicembre 1981  |         |
| 43 | Felice anno nuovo 「オモチも夢もふくらんだ」 - Omochi mo yume mo fukuranda                            | 2 dicembre 1982   |         |
| 44 | Lezione di sci 「滑って転んで銀世界」 - Subette koronde ginsekai                                      | 16 gennaio 1982   |         |
| 45 | Il rapimento 「エーッ!せりちゃんのユーカイ事件」 - Ētsu! Seri-chan no yūkai jiken                     | 23 gennaio 1982   |         |
| 46 | Spank cuoco d'eccezione 「ボクが作ったワンバーグ」 - Boku ga tsukutta wanbāgu                         | 30 gennaio 1982   |         |
| 47 | Spank cane poliziotto 「ニャニ!?スパンク警察犬」 - Nyani!? Supanku keisatsu inu                       | 6 febbraio 1982   |         |
| 48 | Spank nel Paese delle Meraviglie 「わんダーランドのスパンク」 - Wan dārando no Supanku                | 13 febbraio 1982  |         |
| 49 | Uno yacht rotto 「ニャンともワンとも大失敗」 - Nyantomo wan tomo dai shippai                          | 20 febbraio 1982  |         |
| 50 | Super Spank in azione 「空とぶスーパードッグ」 - Sora tobu sūpādoggu                                  | 27 febbraio 1982  |         |
| 51 | Serina la campionessa 「ンちゃ!たれ耳ブタンク」 - Ncha! Tare mimi butanku                             | 6 marzo 1982      |         |
| 52 | Incontro con la mamma 「スパンクのまぶたの母」 - Supanku no mabuta no haha                            | 13 marzo 1982     |         |
| 53 | Il piccolo trapezista 「父兄懇談会はママと一緒に」 - Fukei kondan-kai wa mama to issho ni             | 20 marzo 1982     |         |
| 54 | L'uovo di Spank 「アイ・ラブ!ひよこちゃん」 - Ai rabu! Hiyoko-chan                                    | 27 marzo 1982     |         |
| 55 | La mamma di Torakichi 「トラ吉のおっ母ニャン」 - Torakichi no haha nyan                               | 3 aprile 1982     |         |
| 56 | Avventura al luna park 「遊園地のわんパターン!」 - Yuenchi no wan patān!                              | 10 aprile 1982    |         |
| 57 | Un amore pennuto 「モーレツめんどり登場」 - Mōretsu mendori tōjō                                      | 17 aprile 1982    |         |
| 58 | Spank e la scimmietta 「真犯人はメガネザル」 - Shinhannin wa meganezaru                               | 24 aprile 1982    |         |
| 59 | Operazione Chiko 「かわいい!?サルまねザル」 - Kawaī!? Saru mane zaru                                  | 1º maggio 1982    |         |
| 60 | La partenza di Seiya 「あばよ!ブタ犬、ワカメ毛」 - Aba yo! Buta inu, wakame ke                        | 8 maggio 1982     |         |
| 61 | Spank lo smemorato 「ニャンと!スパンクの心の旅路」 - Nyanto! Supanku no kokoro no tabiji              | 15 maggio 1982    |         |
| 62 | Il sogno di Yuko 「あこがれはフランスパンに乗って」 - Akogare wa furansu pan ni notte                 | 22 maggio 1982    |         |
| 63 | Il momento della verità 「さよならスパンクまた来てニャン!」 - Sayonara Supanku mata kite nyan!        | 29 maggio 1982    |         |

#### Film
Il 13 marzo 1982 è stato distribuito nei cinema giapponesi un film, trasmesso in Italia il 19 ottobre 2009 su Hiro col titolo Hello! Spank - Le pene d'amore di Spank. Il film viene distribuito nei cinema italiani dalla Nexo Studios su licenza Yamato Video dal 13 al 16 febbraio 2025 col titolo Hello! Spank il film: Le pene d'amore di Spank.

#### Sigle
Sigle di apertura:
- Ohayō! Spank (おはよう!スパンク? Buon giorno! Spank) cantata da Nozomu Inoue

Sigle di chiusura:
- Dagyō no Spank (ダ行のスパンク?) cantata da Noriko Tsukase
- Spank no hyakumensō (スパンクの百面相? letteralmente Le cento facce di Spank) cantata da Noriko Tsukase

La prima sigla italiana di apertura e chiusura, registrata nel 1981, è Hello! Spank di Luigi Albertelli e Vince Tempera: l'interpretazione è attribuita ad "Aiko & Company" sui supporti fonografici e a "I Cuccioli" nei crediti della videosigla della serie.
Nel 1994 la sigla italiana fu cambiata e sostituita da una nuova cantata da Cristina D'Avena e Pietro Ubaldi con il titolo Spank, tenero rubacuori (scritta da Alessandra Valeri Manera su musica di Mario Pagano) con cui fu rinominata la serie stessa; in questa nuova canzone, Cristina D'Avena menziona il protagonista pronunciando il suo nome come "Spanc", seguendo cioè la pronuncia usata in giapponese (スパンク Supanku), contrariamente a quanto avviene nel corso del cartone, dove il nome del protagonista è pronunciato "Spenc". Questa sigla è stata mantenuta nella replica del 1997 e nella versione rimasterizzata dal 2023; le repliche Mediaset dal 2002 al 2022 hanno ripristinato la prima sigla. Nel 2014, al momento della trasmissione su Man-ga, vengono usate le sigle originali giapponesi.
In Francia, Germania e in Spagna come sigla è stata utilizzata la base musicale della sigla italiana della serie animata Siamo quelli di Beverly Hills.